# جوسی نایت
جوسی نایت (انگلیسی: Josie Knight؛ زادهٔ ۲۹ مارس ۱۹۹۷) دوچرخه‌سوار اهل بریتانیا-جمهوری ایرلند است.
وی در مسابقات کشوری و بین‌المللی در مجموع برندهٔ ۱ مدال طلا، ۳ مدال نقره شده‌است.